# Find an Island
Find an Island è un singolo della cantante neozelandese Benee, pubblicato l'11 ottobre 2019 come primo estratto dal secondo EP Stella & Steve.

## Tracce
Testi e musiche di Stella Rose Bennett, Joshua Fountain e Djeisan Suskov.
1. Find an Island – 3:12

## Formazione
- Stella Rose Bennett – voce
- Josh Fountain – produzione
- Randy Merrill – mastering
- Spike Stent – missaggio

## Classifiche
| Classifica (2019) | Posizione massima |
| ----------------- | ----------------- |
| Australia         | 83                |